# Numbers – Die Logik des Verbrechens/Episodenliste
Diese Episodenliste enthält alle Episoden der US-amerikanischen Krimiserie Numbers – Die Logik des Verbrechens, sortiert nach der US-amerikanischen Erstausstrahlung. Die Fernsehserie umfasst sechs Staffeln mit 118 Episoden.

## Übersicht
| Staffel | Episodenanzahl | Erstausstrahlung USA | Erstausstrahlung USA | Deutschsprachige Erstausstrahlung | Deutschsprachige Erstausstrahlung |
| Staffel | Episodenanzahl | Staffelpremiere      | Staffelfinale        | Staffelpremiere                   | Staffelfinale                     |
| ------- | -------------- | -------------------- | -------------------- | --------------------------------- | --------------------------------- |
| 1       | 13             | 23. Januar 2005      | 13. Mai 2005         | 5. September 2005                 | 19. Dezember 2005                 |
| 2       | 24             | 23. September 2005   | 19. Mai 2006         | 4. Januar 2007                    | 19. Juli 2007                     |
| 3       | 24             | 22. September 2006   | 18. Mai 2007         | 26. Juli 2007                     | 23. März 2008                     |
| 4       | 18             | 28. September 2007   | 16. Mai 2008         | 30. März 2008                     | 21. Mai 2009                      |
| 5       | 23             | 3. Oktober 2008      | 15. Mai 2009         | 28. Mai 2009                      | 6. März 2010                      |
| 6       | 16             | 28. September 2009   | 12. Mai 2010         | 25. März 2010                     | 3. Juni 2010                      |

## Staffel 1
| Nr. (ges.) | Nr. (St.) | Deutscher Titel     | Originaltitel         | Erstausstrahlung USA | Deutschsprachige Erstausstrahlung (D) | Regie                          | Drehbuch                       |
| ---------- | --------- | ------------------- | --------------------- | -------------------- | ------------------------------------- | ------------------------------ | ------------------------------ |
| 1          | 1         | Brandzeichen        | Pilot                 | 23. Jan. 2005        | 5. Sep. 2005                          | Davis Guggenheim, Mick Jackson | Nicolas Falacci, Cheryl Heuton |
| 2          | 2         | Bankräuber          | Uncertainty Principle | 28. Jan. 2005        | 12. Sep. 2005                         | David Von Ancken               | Nicolas Falacci, Cheryl Heuton |
| 3          | 3         | Vektor              | Vector                | 4. Feb. 2005         | 19. Sep. 2005                         | David Von Ancken               | Jeff Vlaming                   |
| 4          | 4         | Konstruktionsfehler | Structural Corruption | 11. Feb. 2005        | 26. Sep. 2005                         | Tim Matheson                   | Liz Friedman                   |
| 5          | 5         | Primzahlen          | Prime Suspect         | 18. Feb. 2005        | 10. Okt. 2005                         | Lesli Linka Glatter            | Doris Egan                     |
| 6          | 6         | Sabotage            | Sabotage              | 25. Feb. 2005        | 17. Okt. 2005                         | Lou Antonio                    | Liz Friedman                   |
| 7          | 7         | Blütenzauber        | Counterfeit Reality   | 11. März 2005        | 24. Okt. 2005                         | Alex Zakrzewski                | Andrew Dettman                 |
| 8          | 8         | Identitätskrise     | Identity Crisis       | 1. Apr. 2005         | 31. Okt. 2005                         | Martha Mitchell                | Wendy West                     |
| 9          | 9         | Hinterhalt          | Sniper Zero           | 15. Apr. 2005        | 7. Nov. 2005                          | J. Miller Tobin                | Ken Sanzel                     |
| 10         | 10        | Radioaktiv          | Dirty Bomb            | 22. Apr. 2005        | 14. Nov. 2005                         | Paris Barclay                  | Andrew Dettman                 |
| 11         | 11        | Chancengleichheit   | Sacrifice             | 29. Apr. 2005        | 5. Dez. 2005                          | Paul Holahan                   | Ken Sanzel                     |
| 12         | 12        | UFO                 | Noisy Edge            | 6. Mai 2005          | 12. Dez. 2005                         | J. Miller Tobin                | Nicolas Falacci, Cheryl Heuton |
| 13         | 13        | Menschenjagd        | Man Hunt              | 13. Mai 2005         | 19. Dez. 2005                         | Martha Mitchell                | Andrew Dettman                 |

## Staffel 2
| Nr. (ges.) | Nr. (St.) | Deutscher Titel           | Originaltitel       | Erstausstrahlung USA | Deutschsprachige Erstausstrahlung (D) | Regie              | Drehbuch                       |
| ---------- | --------- | ------------------------- | ------------------- | -------------------- | ------------------------------------- | ------------------ | ------------------------------ |
| 14         | 1         | Nach eigenem Ermessen     | Judgment Call       | 23. Sep. 2005        | 4. Jan. 2007                          | Alex Zakrzewski    | Ken Sanzel                     |
| 15         | 2         | Spiel des Lebens          | Better or Worse     | 30. Sep. 2005        | 11. Jan. 2007                         | J. Miller Tobin    | Andrew Dettman                 |
| 16         | 3         | Der Stalker               | Obsession           | 7. Okt. 2005         | 18. Jan. 2007                         | John Behring       | Robert Port                    |
| 17         | 4         | Kalkuliertes Risiko       | Calculated Risk     | 14. Okt. 2005        | 25. Jan. 2007                         | Bill Eagles        | J. David Harden                |
| 18         | 5         | Das Attentat              | Assassin            | 21. Okt. 2005        | 1. Feb. 2007                          | Bobby Roth         | Nicolas Falacci, Cheryl Heuton |
| 19         | 6         | Weiches Ziel              | Soft Target         | 4. Nov. 2005         | 8. Feb. 2007                          | Andy Wolk          | Don McGill                     |
| 20         | 7         | Konvergenz                | Convergence         | 11. Nov. 2005        | 15. Feb. 2007                         | Dennis Smith       | Nicolas Falacci, Cheryl Heuton |
| 21         | 8         | Vor aller Augen           | In Plain Sight      | 18. Nov. 2005        | 22. Feb. 2007                         | John Behring       | Julie Hébert                   |
| 22         | 9         | Giftig                    | Toxin               | 25. Nov. 2005        | 1. März 2007                          | Jefery Levy        | Ken Sanzel                     |
| 23         | 10        | Knochen des Anstoßes      | Bones of Contention | 9. Dez. 2005         | 8. März 2007                          | Jeannot Szwarc     | Christos Gage, Ruth Fletcher   |
| 24         | 11        | Brandstiftung             | Scorched            | 16. Dez. 2005        | 15. März 2007                         | Norberto Barba     | Sean Crouch                    |
| 25         | 12        | Das Dominoprinzip         | The OG              | 6. Jan. 2006         | 22. März 2007                         | Rod Holcomb        | Andrew Dettman                 |
| 26         | 13        | Doppelter Einsatz         | Double Down         | 13. Jan. 2006        | 29. März 2007                         | Alex Zakrzewski    | Don McGill                     |
| 27         | 14        | Blutige Ernte             | Harvest             | 27. Jan. 2006        | 31. Mai 2007                          | John Behring       | J. David Harden                |
| 28         | 15        | Der Läufer                | The Running Man     | 3. Feb. 2006         | 7. Juni 2007                          | Terrence O’Hara    | Ken Sanzel                     |
| 29         | 16        | Protest                   | Protest             | 3. März 2006         | 19. Apr. 2007                         | Dennis Smith       | Nicolas Falacci, Cheryl Heuton |
| 30         | 17        | Das zweite Gesicht        | Mind Games          | 10. März 2006        | 10. Mai 2007                          | Peter Markle       | Andrew Dettman                 |
| 31         | 18        | Im Krieg und in der Liebe | All’s Fair          | 31. März 2006        | 24. Mai 2007                          | Rob Morrow         | Julie Hébert                   |
| 32         | 19        | Dunkle Materie            | Dark Matter         | 7. Apr. 2006         | 14. Juni 2007                         | Peter Ellis        | Don McGill                     |
| 33         | 20        | Guns´n´Roses              | Guns and Roses      | 21. Apr. 2006        | 21. Juni 2007                         | Stephen Gyllenhaal | Robert Port                    |
| 34         | 21        | Die vierte Dimension      | Rampage             | 28. Apr. 2006        | 28. Juni 2007                         | J. Miller Tobin    | Ken Sanzel                     |
| 35         | 22        | Backscatter               | Backscatter         | 5. Mai 2006          | 5. Juli 2007                          | Bill Eagles        | Nicolas Falacci, Cheryl Heuton |
| 36         | 23        | Vogelgrippe               | Undercurrents       | 12. Mai 2006         | 12. Juli 2007                         | J. Miller Tobin    | J. David Harden                |
| 37         | 24        | Ein Teufelskerl           | Hot Shot            | 19. Mai 2006         | 19. Juli 2007                         | John Behring       | Barry Schindel                 |

## Staffel 3
| Nr. (ges.) | Nr. (St.) | Deutscher Titel        | Originaltitel        | Erstausstrahlung USA | Deutschsprachige Erstausstrahlung (D) | Regie               | Drehbuch                       |
| ---------- | --------- | ---------------------- | -------------------- | -------------------- | ------------------------------------- | ------------------- | ------------------------------ |
| 38         | 1         | Verfolgungskurven      | Spree                | 22. Sep. 2006        | 26. Juli 2007                         | John Behring        | Ken Sanzel                     |
| 39         | 2         | Töchter                | Two Daughters        | 29. Sep. 2006        | 2. Aug. 2007                          | Alex Zakrzewski     | Ken Sanzel                     |
| 40         | 3         | Die Überlebende        | Provenance           | 6. Okt. 2006         | 9. Aug. 2007                          | David Von Ancken    | Don McGill                     |
| 41         | 4         | Der Maulwurf           | The Mole             | 13. Okt. 2006        | 16. Aug. 2007                         | Stephen Gyllenhaal  | Robert Port                    |
| 42         | 5         | Ampeln                 | Traffic              | 20. Okt. 2006        | 23. Aug. 2007                         | J. Miller Tobin     | Nicolas Falacci, Cheryl Heuton |
| 43         | 6         | Wettkönig              | Longshot             | 27. Okt. 2006        | 30. Aug. 2007                         | John Behring        | J. David Harden                |
| 44         | 7         | Blackout               | Blackout             | 3. Nov. 2006         | 6. Sep. 2007                          | Scott Lautanen      | Andrew Dettman                 |
| 45         | 8         | Die Doping-Formel      | Hardball             | 10. Nov. 2006        | 13. Sep. 2007                         | Fred Keller         | Nicolas Falacci, Cheryl Heuton |
| 46         | 9         | Giftmüll               | Waste Not            | 17. Nov. 2006        | 20. Sep. 2007                         | J. Miller Tobin     | Julie Hébert                   |
| 47         | 10        | Brutus                 | Brutus               | 24. Nov. 2006        | 27. Sep. 2007                         | Oz Scott            | Ken Sanzel                     |
| 48         | 11        | Gefährlicher Chat      | Killer Chat          | 15. Dez. 2006        | 4. Okt. 2007                          | Chris Hartwill      | Don McGill                     |
| 49         | 12        | Neun Frauen            | Nine Wives           | 5. Jan. 2007         | 11. Okt. 2007                         | Julie Hébert        | Julie Hébert                   |
| 50         | 13        | Schatzsuche            | Finders Keepers      | 12. Jan. 2007        | 18. Okt. 2007                         | Colin Bucksey       | Andrew Dettman                 |
| 51         | 14        | Kapital à la Carte     | Take Out             | 2. Feb. 2007         | 25. Okt. 2007                         | Leslie Libman       | Sean Crouch                    |
| 52         | 15        | Aus nächster Nähe      | End of Watch         | 9. Feb. 2007         | 1. Nov. 2007                          | Michael Watkins     | Robert Port, Mark Llewellyn    |
| 53         | 16        | Harte Bandagen         | Contenders           | 16. Feb. 2007        | 8. Nov. 2007                          | Alex Zakrzewski     | J. David Harden                |
| 54         | 17        | Nur eine Stunde        | One Hour             | 23. Feb. 2007        | 3. Feb. 2008                          | J. Miller Tobin     | Ken Sanzel                     |
| 55         | 18        | Keine Wahl             | Democracy            | 9. März 2007         | 10. Feb. 2008                         | Steve Boyum         | Nicolas Falacci, Cheryl Heuton |
| 56         | 19        | Blackbox               | Pandora’s Box        | 30. März 2007        | 17. Feb. 2008                         | Dennis Smith        | Andrew Black                   |
| 57         | 20        | Tödliche Post          | Burn Rate            | 6. Apr. 2007         | 24. Feb. 2008                         | Frederick K. Keller | Don McGill                     |
| 58         | 21        | Trügerische Erinnerung | The Art of Reckoning | 27. Apr. 2007        | 2. März 2008                          | John Behring        | Julie Hébert                   |
| 59         | 22        | Die Zelle              | Under Pressure       | 4. Mai 2007          | 9. März 2008                          | J. Miller Tobin     | Andrew Dettman                 |
| 60         | 23        | Unter Geiern           | Money For Nothing    | 11. Mai 2007         | 16. März 2008                         | Stephen Gyllenhaal  | Nicolas Falacci, Cheryl Heuton |
| 61         | 24        | Die Janus-Liste        | The Janus List       | 18. Mai 2007         | 23. März 2008                         | John Behring        | Robert Port, Ken Sanzel        |

## Staffel 4
| Nr. (ges.) | Nr. (St.) | Deutscher Titel           | Originaltitel       | Erstausstrahlung USA | Deutschsprachige Erstausstrahlung (D) | Regie                | Drehbuch                       |
| ---------- | --------- | ------------------------- | ------------------- | -------------------- | ------------------------------------- | -------------------- | ------------------------------ |
| 62         | 1         | Vertrauen gegen Vertrauen | Trust Metric        | 28. Sep. 2007        | 30. März 2008                         | Tony Scott           | Ken Sanzel                     |
| 63         | 2         | Falsche Zwillinge         | Hollywood Homicide  | 5. Okt. 2007         | 6. Apr. 2008                          | Alexander Zakrzewski | Andy Dettmann                  |
| 64         | 3         | Raser                     | Velocity            | 12. Okt. 2007        | 13. Apr. 2008                         | Fred Keller          | Nicolas Falacci, Cheryl Heuton |
| 65         | 4         | Kreuzweg                  | Thirteen            | 19. Okt. 2007        | 20. Apr. 2008                         | Ralph Hemecker       | Don McGill                     |
| 66         | 5         | Robin Hood in L.A.        | Robin Hood          | 26. Okt. 2007        | 27. Apr. 2008                         | J. Miller Tobin      | Robert Port                    |
| 67         | 6         | Zeugenschutz              | In Security         | 2. Nov. 2007         | 4. Mai 2008                           | Stephen Gyllenhaal   | Sean Crouch                    |
| 68         | 7         | Primacy                   | Primacy             | 9. Nov. 2007         | 11. Mai 2008                          | Chris Hartwill       | Julie Hébert                   |
| 69         | 8         | Reich und schön           | Tabu                | 16. Nov. 2007        | 18. Mai 2008                          | Alex Zakrzewski      | Sekou Hamilton                 |
| 70         | 9         | Comic-Helden              | Graphic             | 23. Nov. 2007        | 25. Mai 2008                          | John Behring         | Nicolas Falacci, Cheryl Heuton |
| 71         | 10        | Abwärts                   | Chinese Box         | 14. Dez. 2007        | 1. Juni 2008                          | Dennis Smith         | Ken Sanzel                     |
| 72         | 11        | Entführt, verfolgt        | Breaking Point      | 11. Jan. 2008        | 5. März 2009                          | Craig Ross, Jr.      | Andrew Dettman                 |
| 73         | 12        | In Uniform                | Power               | 18. Jan. 2008        | 12. März 2009                         | Julie Hébert         | Julie Hébert                   |
| 74         | 13        | Der schwarze Schwan       | Black Swan          | 4. Apr. 2008         | 19. März 2009                         | John Behring         | Ken Sanzel                     |
| 75         | 14        | Schachmatt                | Checkmate           | 11. Apr. 2008        | 26. März 2009                         | Stephen Gyllenhaal   | Robert Port                    |
| 76         | 15        | Endspiel                  | End Game            | 25. Apr. 2008        | 2. Apr. 2009                          | Dennis Smith         | Don McGill                     |
| 77         | 16        | Die Sekte                 | Atomic No. 33       | 2. Mai 2008          | 23. Apr. 2009                         | Leslie Libman        | Sean Crouch                    |
| 78         | 17        | Todesmelodie              | Pay to Play         | 9. Mai 2008          | 14. Mai 2009                          | Alex Zakrzewski      | Steve Cohen, Andrew Dettman    |
| 79         | 18        | Auf eigenes Risiko        | When Worlds Collide | 16. Mai 2008         | 21. Mai 2009                          | John Behring         | Nicolas Falacci, Cheryl Heuton |

## Staffel 5
| Nr. (ges.) | Nr. (St.) | Deutscher Titel              | Originaltitel        | Erstausstrahlung USA | Deutschsprachige Erstausstrahlung (D) | Regie                 | Drehbuch                       |
| ---------- | --------- | ---------------------------- | -------------------- | -------------------- | ------------------------------------- | --------------------- | ------------------------------ |
| 80         | 1         | Abgestürzt                   | High Exposure        | 3. Okt. 2008         | 28. Mai 2009                          | Alex Zakrzewski       | Nicolas Falacci, Cheryl Heuton |
| 81         | 2         | Der Lockvogel-Effekt         | Decoy Effect         | 10. Okt. 2008        | 4. Juni 2009                          | Ralph Hemecker        | Ken Sanzel                     |
| 82         | 3         | Der dritte Mann              | Blowback             | 17. Okt. 2008        | 11. Juni 2009                         | Dennis Smith          | Robert Port                    |
| 83         | 4         | Der netteste Kerl der Welt   | Jack of All Trades   | 24. Okt. 2008        | 18. Juni 2009                         | Stephen Gyllenhaal    | Andrew Dettmann                |
| 84         | 5         | Scan Man                     | Scan Man             | 31. Okt. 2008        | 25. Juni 2009                         | Craig Ross, Jr.       | Don McGill                     |
| 85         | 6         | Tödliche Illusion            | Magic Show           | 7. Nov. 2008         | 2. Juli 2009                          | John Behring          | Sean Crouch                    |
| 86         | 7         | Der Weg der Wellen           | Charlie Don’t Surf   | 14. Nov. 2008        | 9. Juli 2009                          | Emilio Estevez        | Steve Hawk                     |
| 87         | 8         | 36 Stunden                   | Thirty-Six Hours     | 21. Nov. 2008        | 16. Juli 2009                         | Rod Holcomb           | Julie Hébert                   |
| 88         | 9         | Mann im Schatten             | Conspiracy Theory    | 5. Dez. 2008         | 23. Juli 2009                         | Dennis Smith          | Robert Port                    |
| 89         | 10        | Hassliebe                    | Frienemies           | 19. Dez. 2008        | 30. Juli 2009                         | Steve Boyum           | Nicolas Falacci, Cheryl Heuton |
| 90         | 11        | Der Pfeil der Zeit           | Arrow of Time        | 9. Jan. 2009         | 13. Aug. 2009                         | Ken Sanzel            | Ken Sanzel                     |
| 91         | 12        | Der Bus                      | Jacked               | 16. Jan. 2009        | 27. Aug. 2009                         | Stephen Gyllenhaal    | Don McGill                     |
| 92         | 13        | Die Macht der Acht           | Trouble In Chinatown | 23. Jan. 2009        | 3. Sep. 2009                          | Julie Hébert          | Peter MacNicol                 |
| 93         | 14        | Sneakerhead                  | Sneakerhead          | 6. Feb. 2009         | 10. Sep. 2009                         | Emilio Estevez        | Aaron Rahsaan Thomas           |
| 94         | 15        | Fehler im System             | Guilt Trip           | 13. Feb. 2009        | 8. Okt. 2009                          | Gwyneth Horder-Payton | Mary Leah Sutton               |
| 95         | 16        | Markt und Marke              | Cover Me             | 27. Feb. 2009        | 15. Okt. 2009                         | Rob Morrow            | Andrew Dettmann                |
| 96         | 17        | Die Erfindung der Zukunft    | First Law            | 6. März 2009         | 29. Okt. 2009                         | Steve Boyum           | Sean Crouch                    |
| 97         | 18        | Eine Minute nach Mitternacht | 12:01 AM             | 13. März 2009        | 19. Nov. 2009                         | Ralph Hemecker        | Robert Port                    |
| 98         | 19        | Gequälte Kreatur             | Animal Rites         | 10. Apr. 2009        | 6. Feb. 2010                          | Ron Garcia            | Julie Hébert                   |
| 99         | 20        | Ein Mann zu viel             | The Fifth Man        | 24. Apr. 2009        | 13. Feb. 2010                         | Ken Sanzel            | Don McGill                     |
| 100        | 21        | Jäger aus dem Dunkel         | Disturbed            | 1. Mai 2009          | 20. Feb. 2010                         | Dennis Smith          | Nicolas Falacci, Cheryl Heuton |
| 101        | 22        | Wiedergutmachung             | Greatest Hits        | 8. Mai 2009          | 27. Feb. 2010                         | Stephen Gyllenhaal    | Andrew Dettmann                |
| 102        | 23        | Engel und Teufel             | Angel and Devils     | 15. Mai 2009         | 6. März 2010                          | Alex Zakrzewski       | Ken Sanzel                     |

## Staffel 6
| Nr. (ges.) | Nr. (St.) | Deutscher Titel       | Originaltitel      | Erstausstrahlung USA | Deutschsprachige Erstausstrahlung (D) | Regie                 | Drehbuch                          |
| ---------- | --------- | --------------------- | ------------------ | -------------------- | ------------------------------------- | --------------------- | --------------------------------- |
| 103        | 1         | Der Heckenschütze     | Hangman            | 25. Sep. 2009        | 25. März 2010                         | Ken Sanzel            | Ken Sanzel                        |
| 104        | 2         | Friendly Fire         | Friendly Fire      | 2. Okt. 2009         | 1. Apr. 2010                          | Rod Holcomb           | Mark Llewellyn, Robert David Port |
| 105        | 3         | Blutroulette          | 7 Men Out          | 9. Okt. 2009         | 8. Apr. 2010                          | Alex Zakrzewski       | Don McGill                        |
| 106        | 4         | Wie im Film           | Where Credit's Due | 16. Okt. 2009        | 15. Apr. 2010                         | Dennis Smith          | Andy Dettmann                     |
| 107        | 5         | Der Klon              | Hydra              | 23. Okt. 2009        | 15. Apr. 2010                         | Ralph Hemecker        | Sean Crouch                       |
| 108        | 6         | Dreamland             | Dreamland          | 30. Okt. 2009        | 22. Apr. 2010                         | Stephen Gyllenhaal    | Nicolas Falacci, Cheryl Heuton    |
| 109        | 7         | Der Hacker            | Shadow Markets     | 6. Nov. 2009         | 22. Apr. 2010                         | Julie Hébert          | Julie Hébert                      |
| 110        | 8         | Ultimatum             | Ultimatum          | 13. Nov. 2009        | 29. Apr. 2010                         | Dennis Smith          | Robert David Port                 |
| 111        | 9         | Buckleys Spiel        | Con Job            | 20. Nov. 2009        | 29. Apr. 2010                         | Ralph Hemecker        | Don McGill                        |
| 112        | 10        | Alte Krieger          | Old Soldiers       | 4. Dez. 2009         | 6. Mai 2010                           | Ken Sanzel            | Steve Cohen                       |
| 113        | 11        | Hauptgewinn           | Scratch            | 8. Jan. 2010         | 6. Mai 2010                           | Stephen Gyllenhaal    | Mary Leah Sutton                  |
| 114        | 12        | Der Händler des Todes | Arm in Arms        | 15. Jan. 2010        | 20. Mai 2010                          | Gwyneth Horder-Payton | Andy Dettmann                     |
| 115        | 13        | Huren und Helden      | Devil Girl         | 29. Jan. 2010        | 20. Mai 2010                          | Stephen Gyllenhaal    | Julie Hébert                      |
| 116        | 14        | Stars und Sterne      | And The Winner Is… | 5. Feb. 2010         | 27. Mai 2010                          | Ralph Hemecker        | Gary Rieck                        |
| 117        | 15        | Story ohne Helden     | Growin’ Up         | 5. März 2010         | 27. Mai 2010                          | Rob Morrow            | Robert Port                       |
| 118        | 16        | Es gibt keinen Zufall | Cause and Effect   | 12. März 2010        | 3. Juni 2010                          | Nicolas Falacci       | Nicolas Falacci, Cheryl Heuton    |